# Platybelodon
Platybelodon (il cui nome significa "dente a lancia piatta") è un genere estinto di grande mammifero erbivoro imparentato con i moderni elefanti (ordine dei Proboscidea) vissuto nel Miocene, circa 15-10 milioni di anni fa (Langhiano-Tortoniano), in Asia e nel Caucaso.

## Descrizione

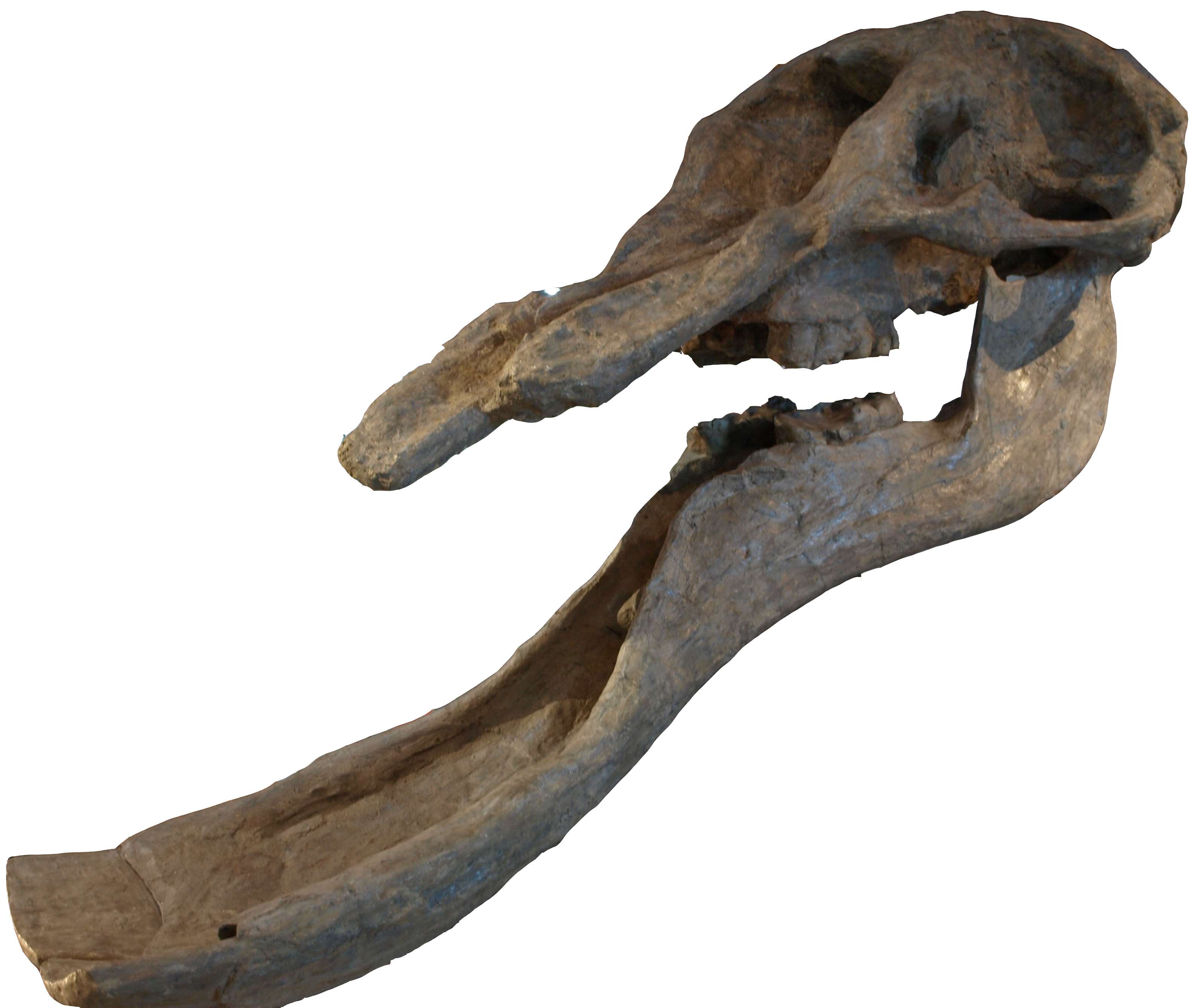
Cranio di P. grangeri

Nel suo aspetto generale, il Platybelodon era molto simile all'Amebelodon, un altro genere di gomfoteriidi strettamente correlato. La strana forma del cranio, della mandibola e dei denti inferiore accomuna il Platybelodon con molti altri generi di gonfoteriidi, come Archaeobelodon, Konobelodon e appunto Amebelodon, popolarmente conosciuti come "zanne a spatola".
La caratteristica principale di questo strano proboscidato era rappresentata dal muso: esso era caratterizzato da un insolito sviluppo delle zanne inferiori, estremamente allargate. I due giganteschi denti, larghi e piatti, erano accostati l'uno all'altro e andavano a formare un vero e proprio “badile”. Le zanne superiori, invece, erano piuttosto corte e affiancavano probabilmente quella che doveva essere una proboscide larga e piatta.

## Classificazione
Il Platybelodon si è evoluto nel corso del Miocene da proboscidati poco specializzati come il Gomphotherium. L'aumento delle dimensioni (il Platybelodon era grande come un elefante odierno) e la strana specializzazione della mandibola permisero a questo animale di raggiungere un successo evolutivo notevole e di prosperare per svariati milioni di anni.
Una specie primitiva, P. danovi, è conosciuta nella Russia europea, mentre la specie più famosa e più evoluta, P. grangeri, proviene dalla Mongolia. Da notare che altri animali simili, ad esempio Gnathabelodon, Megabelodon, Eubelodon e Amebelodon, si diffusero in Nordamerica più o meno nello stesso periodo, segno che la specializzazione delle zanne "a pala" doveva essere davvero utile.

## Paleoecologia

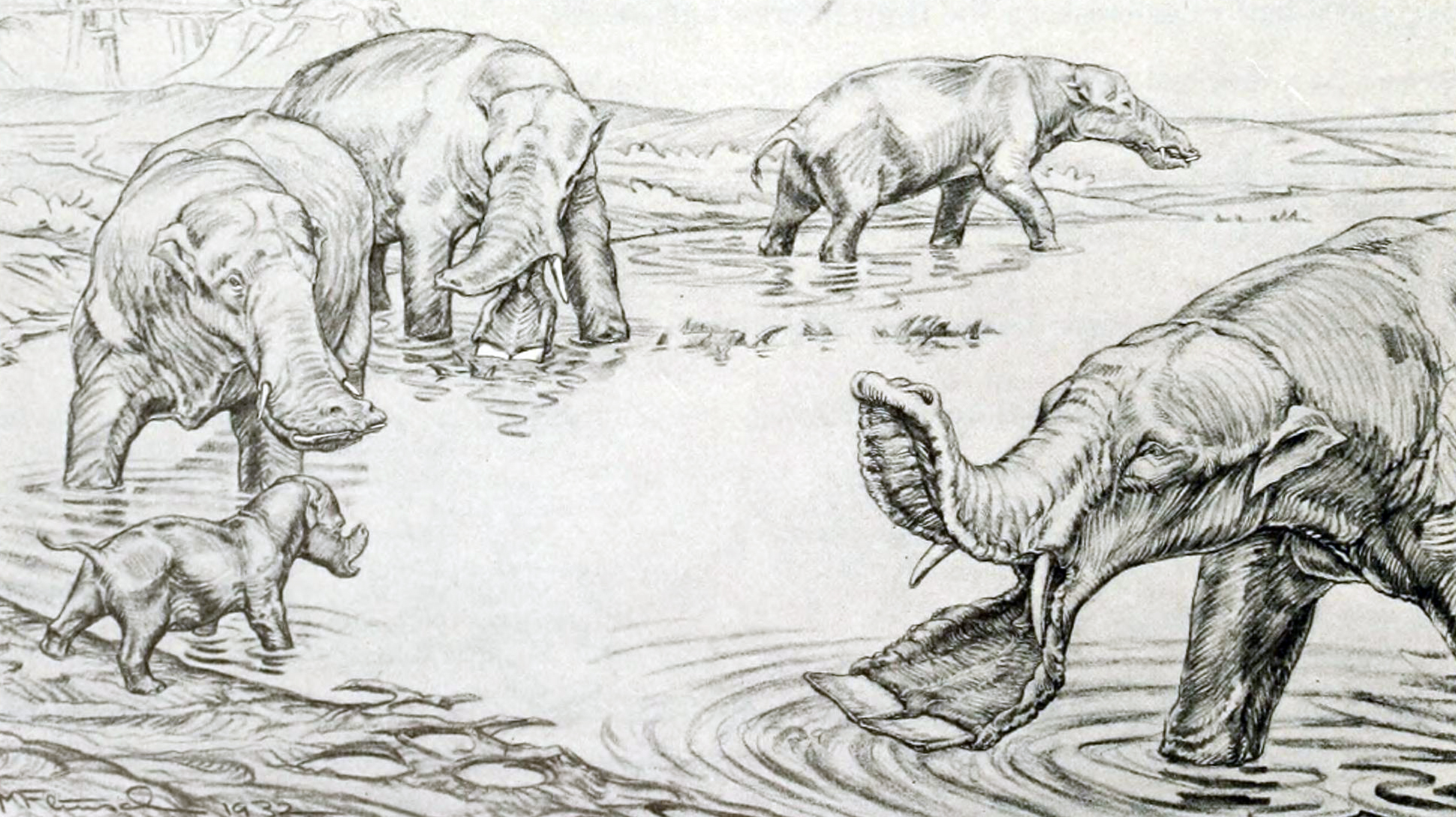
Vecchia ricostruzione di Platybelodon mentre si ciba, sulla base della vecchia ipotesi di alimentazione

### Alimentazione
Per lungo tempo, si è pensato che il Platybelodon usasse i grandi denti a pala della mandibola per dragare i corsi d'acqua paludosi in cerca di piante acquatiche nelle aree paludose di savane erbacee. Tuttavia, i modelli di usura sui denti dell'animale suggeriscono che queste strutture venissero utilizzate per strappare la corteccia dagli alberi, usando il bordo tagliente degli incisivi inferiori "a pala" in modo simile ad una falce, afferrando i rami con la proboscide e strofinandoli contro i denti inferiori per staccarli dall'albero. Gli animali adulti, in particolare, sembrerebbero aver avuto una dieta vegetariana più grossolana rispetto ai giovani.

## Nella cultura di massa
Una ricostruzione a grandezza naturale di Platybelodon è presente nel Parco della Preistoria di Rivolta d'Adda, mentre viene attaccato da un Machairodus;
Diversi Platybelodon appaiono come personaggi di sfondo nella saga di film de L'era glaciale, rispettivamente nel secondo, nel terzo, nel quarto e nel quinto. Tuttavia, come molti altri animali presenti nel cartone, il Platybelodon visse molto tempo prima dell'era glaciale.
Appare brevemente ne Lo straordinario mondo di Gumball, come uno dei tanti errori dell'universo reclusi nel Vuoto.